# Patrick Owomoyela
Patrick Owomoyela (* 5. listopadu 1979, Hamburk) je německý fotbalista nigerijského původu, který je v současnosti bez angažmá.

## Klubová kariéra
Přes kluby Lüneburger, Osnabrück a Paderborn se postupně dostal do německé ligy – Bundesligy. Zde hrál nejprve za Arminii Bielefeld, odkud za 2 miliony eur přestoupil do Werderu Brémy. Zde hrál tři sezóny než přestoupil za 2,5 milionu eur do současného klubu Borussie Dortmund. S tím podepsal kontrakt do 30. června 2011.

## Reprezentační kariéra
V rozmezí let 2004 a 2006 odehrál za reprezentaci celkem jedenáct utkání. Debutoval v zápase proti Japonsku dne 16. prosince 2004, Němci vyhráli v poměru 3–0. Byl součástí německé sestavy na Konfederačním poháru v roce 2005, který Německo pořádalo. Do sestavy pro mistrovství světa o rok později se nicméně neprobojoval.

## Úspěchy
Werder Brémy
- Bundesliga
  - 2. místo (2005/06, 2007/08)
  - 3. místo (2006/07)
- Ligapokal
  - 1. místo (2005/06)

Německo
- Konfederační pohár
  - 3. místo (2005)

## Osobní život
Dříve hrál basketbal na profesionální úrovni. Jeho otec je nigerijského původu.